# Brian Pumper

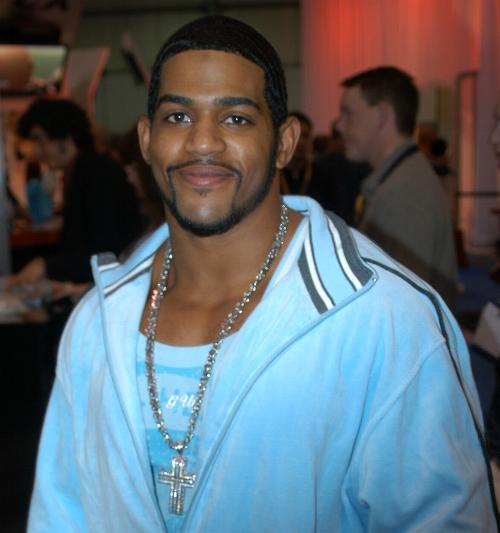
Brian Pumper

Brian Pumper (* 25. April 1981 in New York City) ist ein US-amerikanischer Pornodarsteller. Er gehört mit über 90 Filmen jährlich zu den produktivsten Darstellern überhaupt.

## Leben
Brian Pumper wuchs auf Long Island in zerrütteten Familienverhältnissen auf. In seinen Jugendjahren begann er damit, Gewichte zu heben (engl. umgangssprachlich: pumping iron, vgl. den Film Pumping Iron), wodurch er seinen Spitznamen bekam. Er hatte zeitweilig den Wunsch ein professioneller Bodybuilder zu werden, den er aber wegen des zu erwartenden geringen Einkommens und der in der Branche üblichen Einnahme von Anabolika wieder aufgab. Brian Pumper ist auch als Rapper tätig und benutzt seinen Sprechgesang auch als musikalische Untermalung in Pornofilmen. Er nahm unter dem Pseudonym Bling Man einige Hip-Hop-Lieder auf.

## Karriere als Pornodarsteller
Nach der Beendigung der High School begann er mit 19 Jahren seine Tätigkeit als Pornodarsteller. Der endgültige Durchbruch gelang ihm 2002/03, als er mit Brian Pumper’s Pink Pussy Cats eine eigene Interracial-Serie erhielt. In sieben Folgen betätigte er sich als Hauptdarsteller in jeweils fünf Szenen. Pumper gehört wegen seines Enthusiasmus und seiner überdurchschnittlichen Penisgröße heute neben Mr. Marcus, Sean Michaels und Lexington Steele zu den erfolgreichsten afroamerikanischen Pornodarstellern. Im Zeitraum von 2001 bis 2008 entstanden rund 750 Filmproduktionen.
Pumper verfügt trotz seiner Heterosexualität auch über eine schwule Fangemeinde. Es gibt mehrere ihm gewidmete Fan-Webseiten.

## Tätigkeit als Regisseur und Produzent
Brian Pumper ist seit 2003 auch als Regisseur von Pornofilmen tätig und steht seit 2005 bei dem Produktionsunternehmen Black Ice, der All-Black-Tochtergesellschaft des Unternehmens Zero Tolerance, unter Vertrag. Er ist seit 2006 Inhaber einer eigenen Produktionsfirma B. Pumper Productions. Der Vertrieb der Filme von B. Pump Productions erfolgte anfangs durch West Coast Prod., seit 2008 werden sie jedoch von Evil Angel vertrieben.

## Auszeichnungen
- 2004: AVN Award – Best Three-Way Sex Scene mit Jessica Darlin und Jules Jordan
- 2008: Urban Spice Award – Best Anal Sex Scene mit Aurora Jolie
- 2009: Urban X Award – Best Interracial Series („Gapeman“)
- 2010: Urban X Award – Best Director Body of Work
- 2011: Urban X Award – Best Gonzo Director